# José María Cabral
José María Cabral y Luna (12 de diciembre de 1816-28 de febrero de 1899) fue un militar y político dominicano. Presidente de facto de la República Dominicana en 1865 y presidente constitucional entre 1866 y 1868, fue el primer presidente dominicano elegido por sufragio universal masculino.
Nació el 12 de diciembre de 1816 en Ingenio Nuevo, un pueblo en la provincia San Cristóbal. Estuvo involucrado en la independencia de su país de Haití y posteriormente se opuso a la anexión de Santo Domingo.
Acompañó a Francisco del Rosario Sánchez en la expedición que entró a República Dominicana desde Haití por El Cercado para combatir la anexión a España.

## Primeros años y familia
José María Cabral nació el 12 de diciembre de 1816 en Ingenio Nuevo, cerca de San Cristóbal (República Dominicana). Era hijo de María Ramona de Luna y Andújar (1787–1877) y de Juan Marcos Cabral y Aybar (1792–1853), ambos nativos de Hincha; sus abuelos fueron Marcos Cabral Valera, María de Aybar y Luna, Blas de Luna y María Francisca Andújar de Soto.
Tuvo 9 hermanos: Melchor María (padre del presidente Marcos Cabral), Dionisio (general del Estado Mayor y comandante de San José de Ocoa), Ana María, Raimundo, Miguel (general y alcalde de San Cristóbal), las mellizas Julia y María Antonia, Rufina, y Marcos Antonio Cabral y Luna.
Casó el 7 de enero de 1845 con su prima Juana Salustiana de Luna Santana, hija de María del Rosario Santana Bejarano (hija de Teresa Bejarano Franco y de Fulgencio Santana Familias, sin parentesco inmediato con Pedro Santana Familias) y de Francisco de Luna y Andújar (hijo de María Francisca de Andújar Santana, sobrina del susodicho Fulgencio Santana Familias, y de Blas de Luna Aybar), y procreó a Alejandro Cabral y Luna, padre de Hernán Cabral quien sería gobernador de Julia Molina. También tuvo descendencia ilegítima con Altagracia Palmira “Comay” de León Orozco, con quien engendró a Alejandro Cabral de León; otros hijos ilegítimos de Cabral fueron Marciano Cabral y Dolores "Lola" Cabral.
En 2010, Mercedes Cabral, una anciana de casi un siglo de edad, aseguró que su padre José María Cabral Sosa era hijo de Cabral y Luna, y que ella era nieta de este último.

## Primer gobierno (de facto)
El 15 de mayo de 1865 fue elegido diputado por San Miguel de la Atalaya. Luego, el 4 de agosto realiza un golpe de Estado financiado por su consuegro Buenaventura Báez, derrocando al Gral. Pedro Pimentel apenas un mes después de que el gobernador español y sus tropas evacuasen el país tras conocerse el decreto firmado en marzo por la reina Isabel II de España, que reconocía la independencia de la República Dominicana.
Tras el golpe, fue proclamado "Protector de la República" a fin de que gobernase hasta el establecimiento de un nuevo gobierno, gobierno que fue escogido el 14 de noviembre de 1865 por la Convención Nacional que designó presidente constitucional a Buenaventura Báez, quien se encontraba exiliado; el general Pedro Guillermo, gobernador de El Seibo, fue designado interinamente como Encargado del Poder Ejecutivo hasta la llegada de Báez. Al día siguiente sale a Curazao a buscar al presidente-designado, logrando regresar el 8 de diciembre de ese mismo año. El presidente Báez inmediatamente lo designó Ministro de Guerra (equivalente a Ministro de las Fuerzas Armadas).
De su primer mandato destacan los aportes que hicieron en la redacción de una constitución que permitió el voto universal a los hombres dominicanos mayores de 18 años. Además el 17 de agosto de 1865 el presidente Cabral abolió la pena de muerte y la expulsión de dominicanos del territorio nacional.

## Segundo gobierno (constitucional)

Busto de José María Cabral y Luna en el Parque Independencia de Santo Domingo

El 28 de mayo de 1866 el general Báez dimite tras una revolución encabezada por el general Gregorio Luperón, líder de la gesta independentista en contra de España, y convoca a elecciones a través del voto universal masculino en septiembre de ese mismo año, resultando elegido José María Cabral, siendo el primer presidente elegido sin el sufragio censitario que daba el derecho de votar solo a los ricos.
José María Cabral vuelve al poder el 22 de agosto de 1866 como Encargado del Poder Ejecutivo y el 29 de septiembre del mismo año asume la presidencia constitucional de la República.
Su gabinete integrado por Manuel María Castillo, ministro de Interior y Policía; José Gabriel García, padre de la historiografía nativa, ministro de Justicia e Instrucción Pública y Relaciones Exteriores; Juan Ramón Fiallo, ministro de Hacienda y Comercio y Pedro Valverde y Lara, ministro de Guerra y Marina.
El 31 de diciembre de 1866, por Resolución Ejecutiva y bajo su mandato, fue creado el Instituto Profesional (actualmente: Universidad Autónoma de Santo Domingo UASD).
En defensa de su gobierno contra los seguidores de Buenaventura Báez en 1867 muere a causa de una herida el general Gaspar Polanco. En su administración pretendió arrendar a EE. UU. la Bahía de Samaná y fue derrocado por una rebelión.

## Muerte
Falleció en Santo Domingo el 28 de febrero de 1899